# Спиламберто
Спиламбѐрто (на италиански: Spilamberto, на местен диалект Spilambêrt, Спиламберт) е град и община в северна Италия, провинция Модена, регион Емилия-Романя. Разположен е на 69 m надморска височина. Населението на общината е 12 398 души (към 2012 г.).